# Первомайская улица (Ярославль)
Первома́йская у́лица (бывшая Казанская улица) — улица в историческом центре города Ярославля. Тянется от Волжской до Которосльной набережной вдоль линии бывших укреплений Земляного города, проходя через площади Богоявленскую, Волкова и Красную. Движение по большей части Первомайской улицы одностороннее.

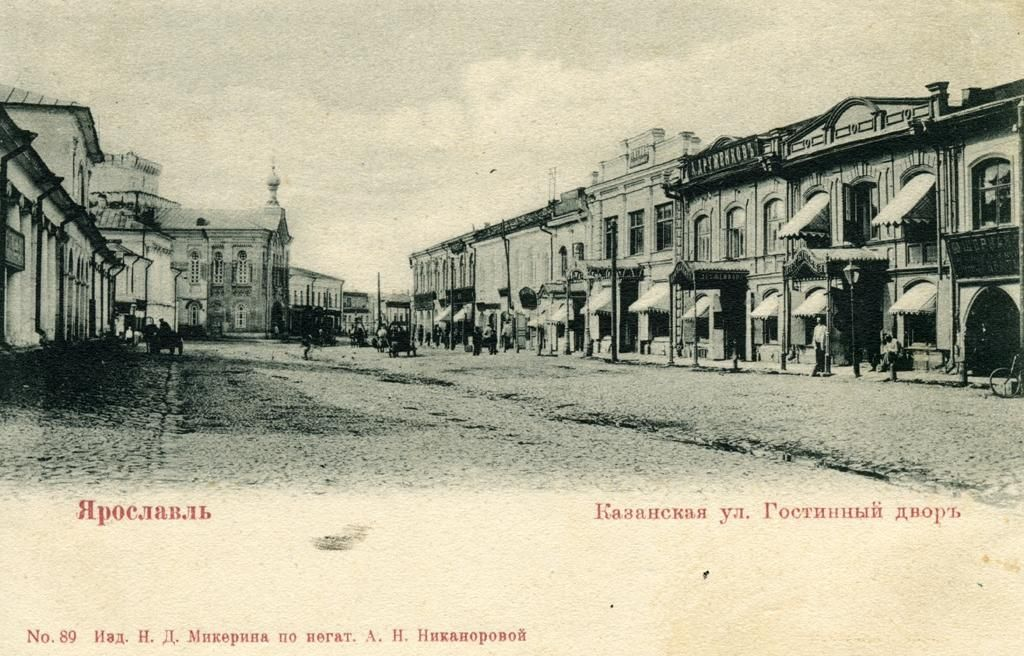
Торговые дома на Казанской улице в начале XX века

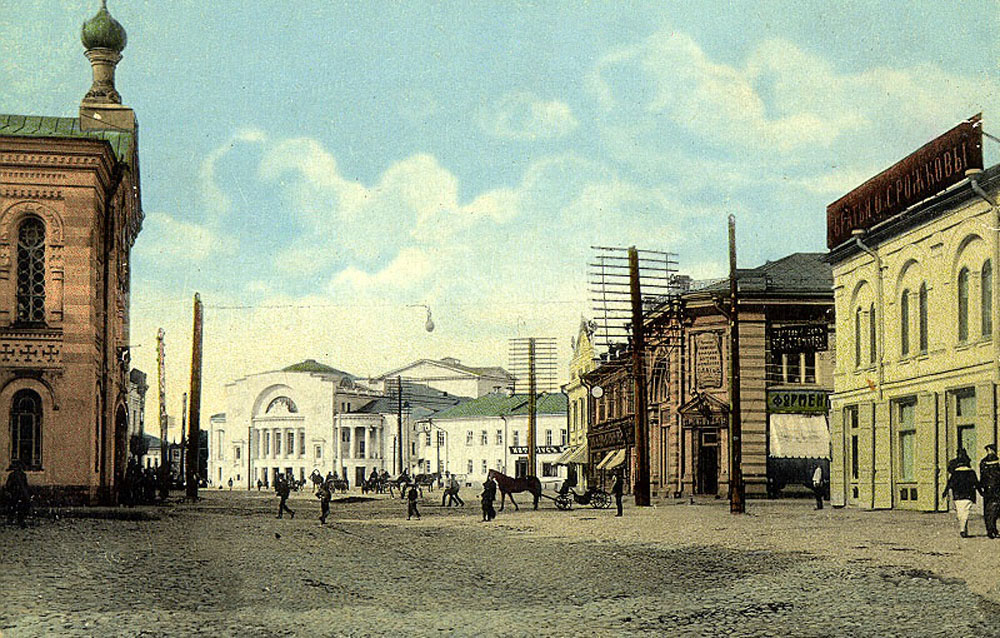
Казанская улица в начале 1910-х годов

## История
Улица, проходившая вдоль внутренней стороны стен Земляного города, была спрямлена при регулярной перепланировке города 1778 года и названа Казанской, по расположенному на ней Казанскому монастырю. Ранее это название носила улица, проходившая с другой стороны монастыря.
В конце XVIII — начале XIX века городские стены были разобраны и на их месте разбиты Волжский и Казанский бульвары и Торговая площадь, на месте которой вскоре был выстроен новый Гостиный двор. Казанская стала одной из главных улиц Ярославля.
В 1924 году улица переименована коммунистами в Первомайскую по одному из главных советских праздников — Первое мая.
В 1958 году в начале улицы был установлен памятник Николаю Некрасову.

## Здания и сооружения
- № 1 — Бывшая усадьба князя Куракина
- № 2а — Власьевская башня и Знаменская церковь
- № 7 и 7а — Бывшая усадьба Огняновых, построенная в 1870-х годах в духе ренессанса[1]
- № 9 — Жилой дом, построенный в 1941 году[2]
- № 10 — Северо-восточный корпус Гостиного двора, возведённый в 1813—1818 годах по проекту архитектора Петра Панькова[3]
- № 11 — Бывший дом Шубиных и здание Дворянского собрания
- № 12 — Ротонда Гостиного двора. Построена в 1831 году
- № 13 — Бывший дом Бушкова, построенный в конце XVIII — в начале XIX века в стиле классицизма
- № 15 — Бывший дом Синклера
- № 15а — Бывший дом Корноухова-Бушкова[4]
- № 17 — Усадебный комплекс купцов Пеговых. Первоначально был двухэтажным, третий и четвертый этажи надстроены в советское время. В начале XX века в нем находилось первое в Ярославле музыкальное училище. Здесь же помещалось ярославское отделение императорского музыкального общества. Перед ярославцами здесь выступали солисты Большого театра Л. В. Собинов и Ф. И. Шаляпин, пианист Н. Г. Рубинштейн и Е. Ф. Гнесина, скрипачи Л. С. Ауэр и Я. Кубелик, композиторы А. Т. Гречанинов и А. Н. Скрябин, кружок игры любителей на балалайке В. В. Андреева и другие, не менее известные в России и Европе деятели музыкальной культуры.[5]
- № 19а — Казанский собор, построенный в 1835—1845 годах по проекту архитектора А. И. Мельникова на месте церкви XVII века
- № 21 и 21а — Кельи Казанского монастыря
- № 25 — Бывший дом Бартеневой. Построен в 1802 году
- № 29 — Бывший Торговый дом Манделя. Построен в начале XX века
- № 33 — Бывшие лавки казенные Уздяного ряда
- № 43 — Бывший дом Мишинникова
- № 53 — Бывшее здание кондитерской фабрики «Бельфор», открытой в 1902 году купцом В. П. Кузнецовым[6]
- № 67 — Церковь Михаила Архангела

По другим улицам:
- Площадь Волкова, 1 — Волковский театр
- Комсомольская улица, 3 — Бывший дом Салтыкова и здание бывшего коммунального банка, ныне VI корпус Демидовского университета
- Богоявленская площадь, 25 — Бывший Спасо-Преображенский монастырь

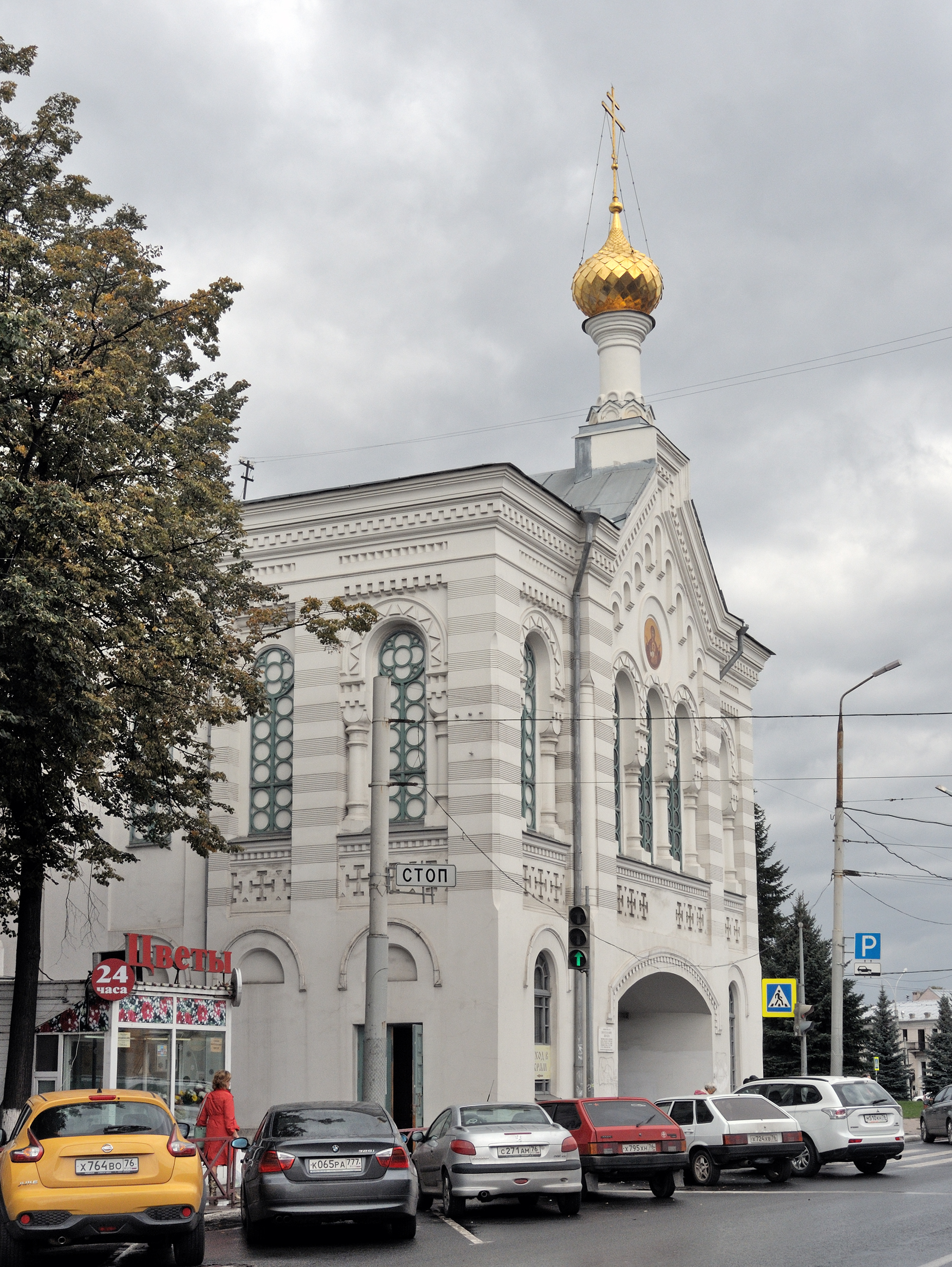
Знаменская церковь (№ 2а)
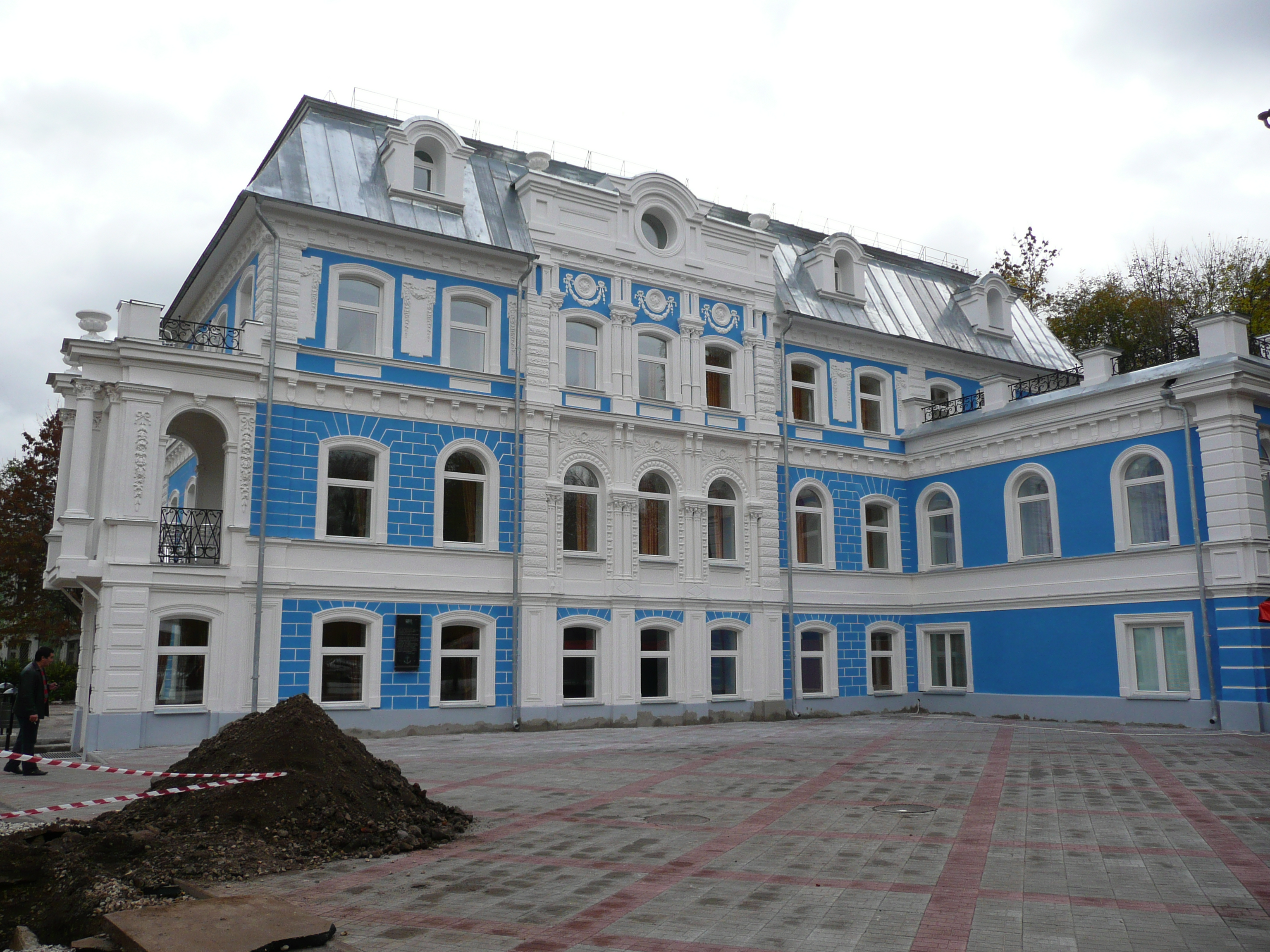
Бывший Особняк Огняновых (№ 7)
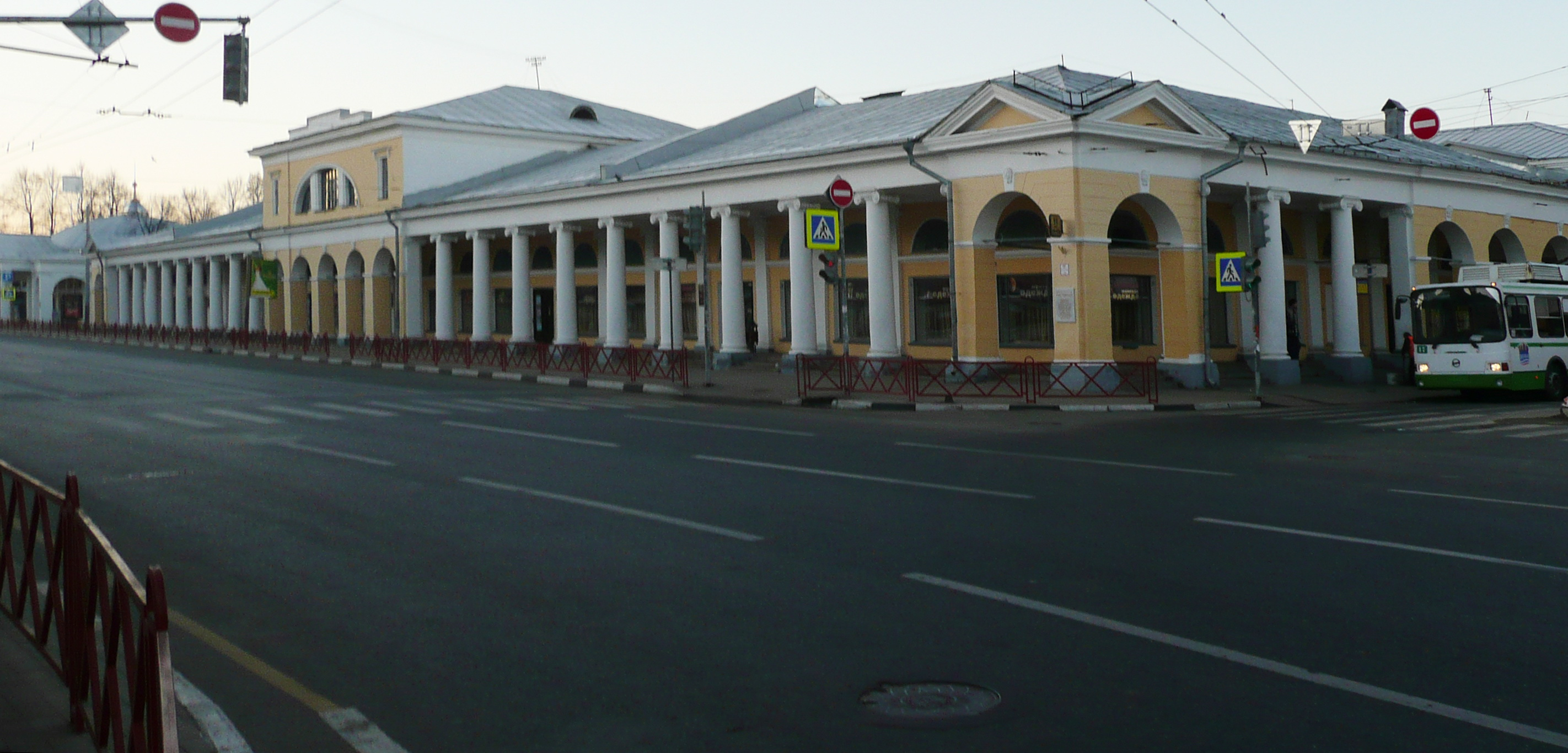
Гостиный двор (№ 10)
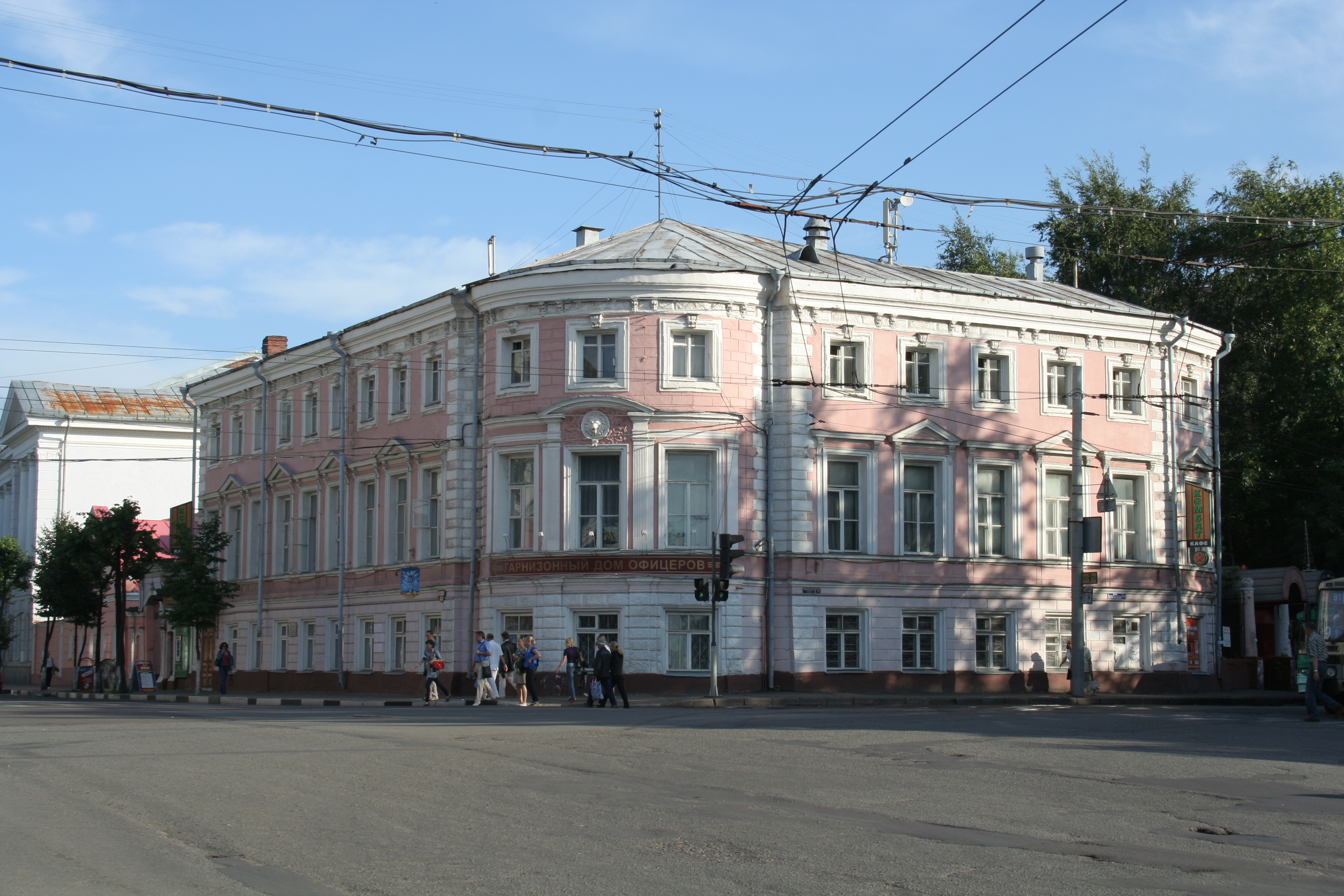
Бывший дом Шубиных (№ 11)
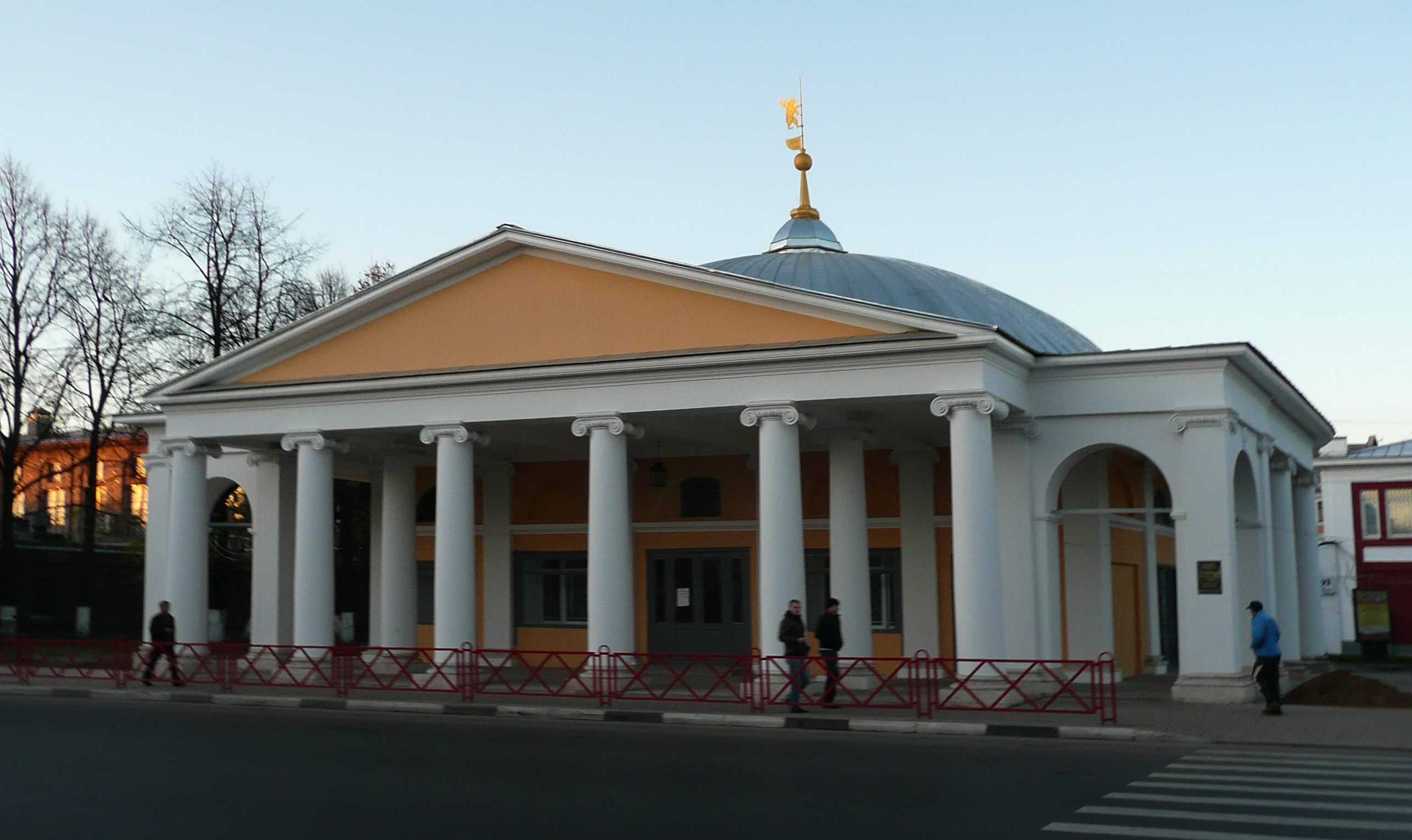
Ротонда гостиного двора (№ 12)
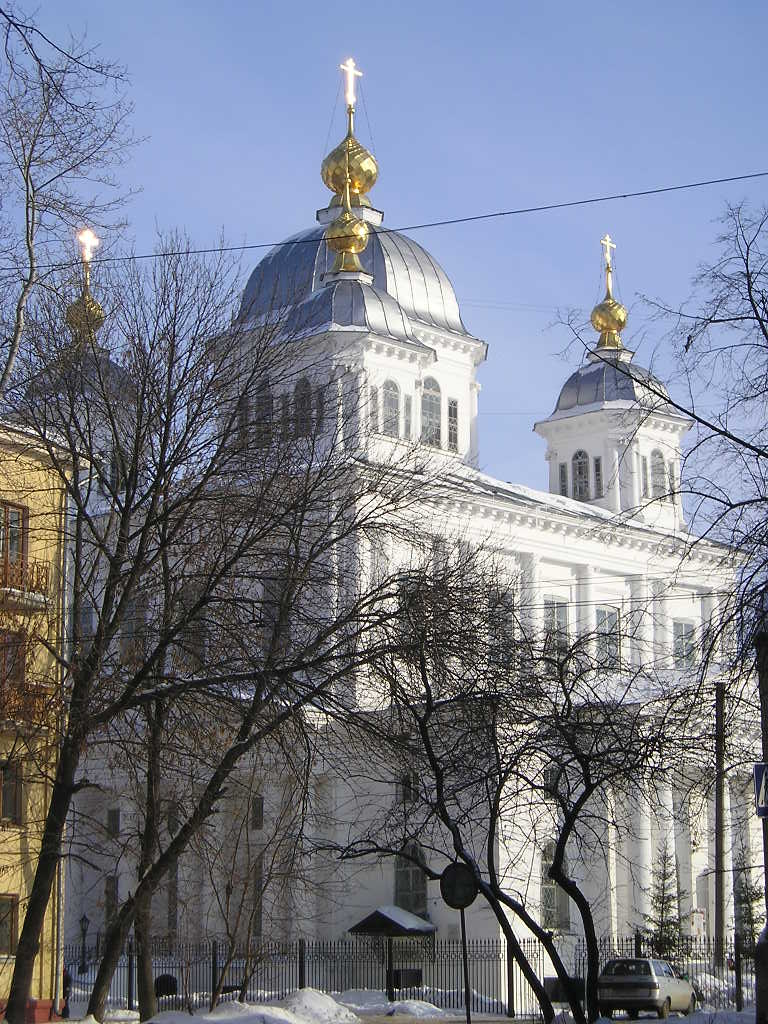
Казанский собор (№ 19а)
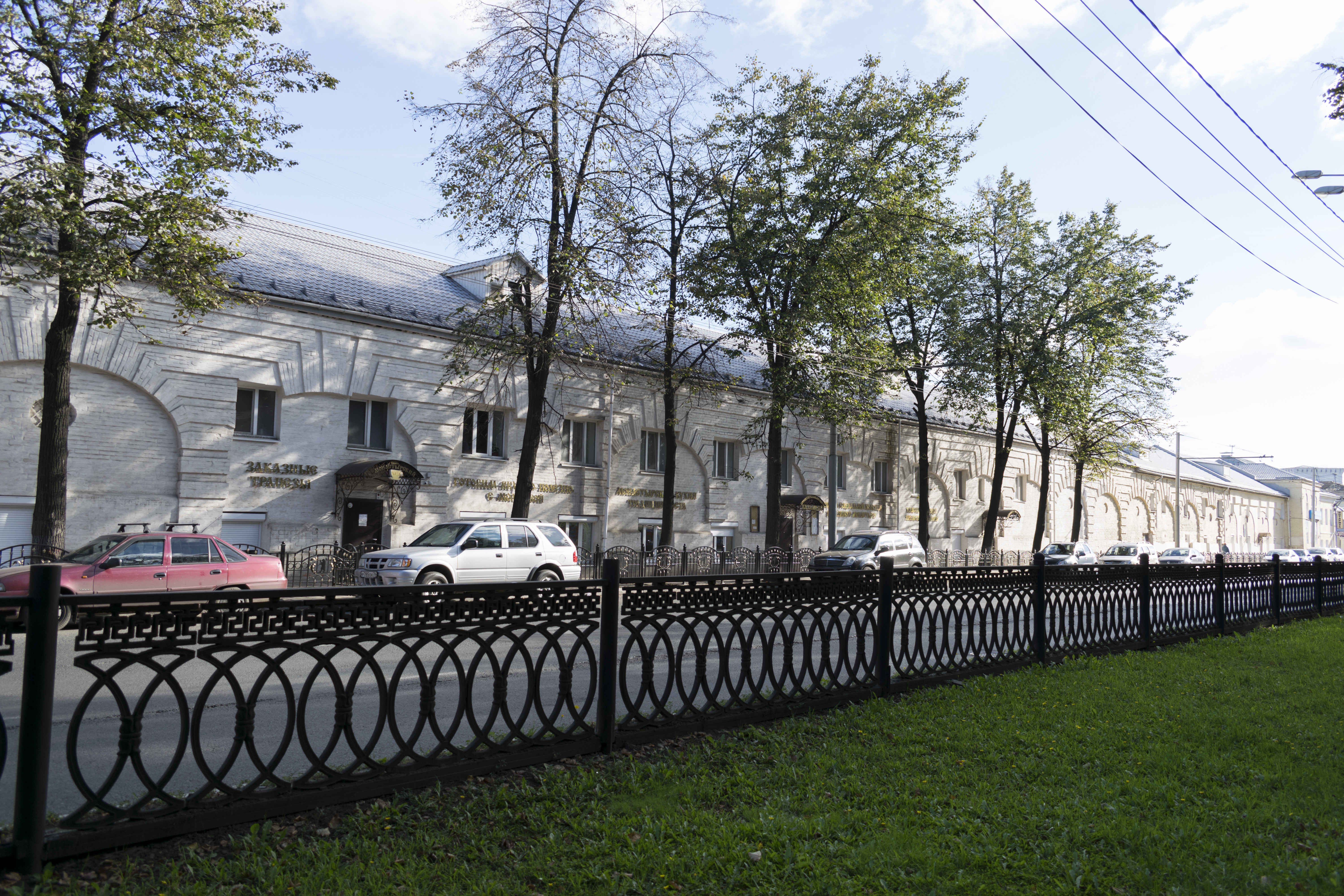
Кельи Казанского монастыря (№ 21)
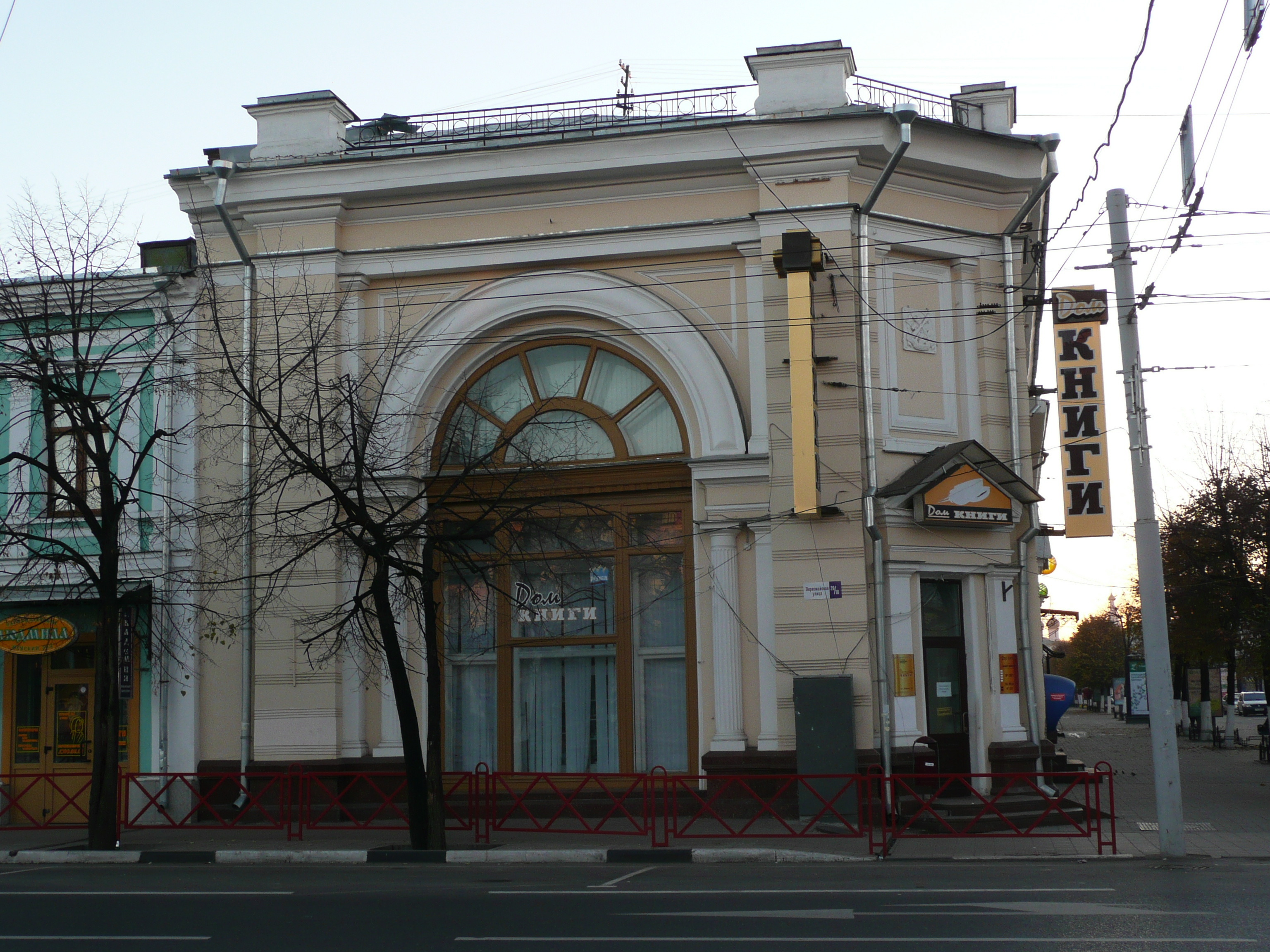
Бывший Торговый дом Манделя (№ 29)
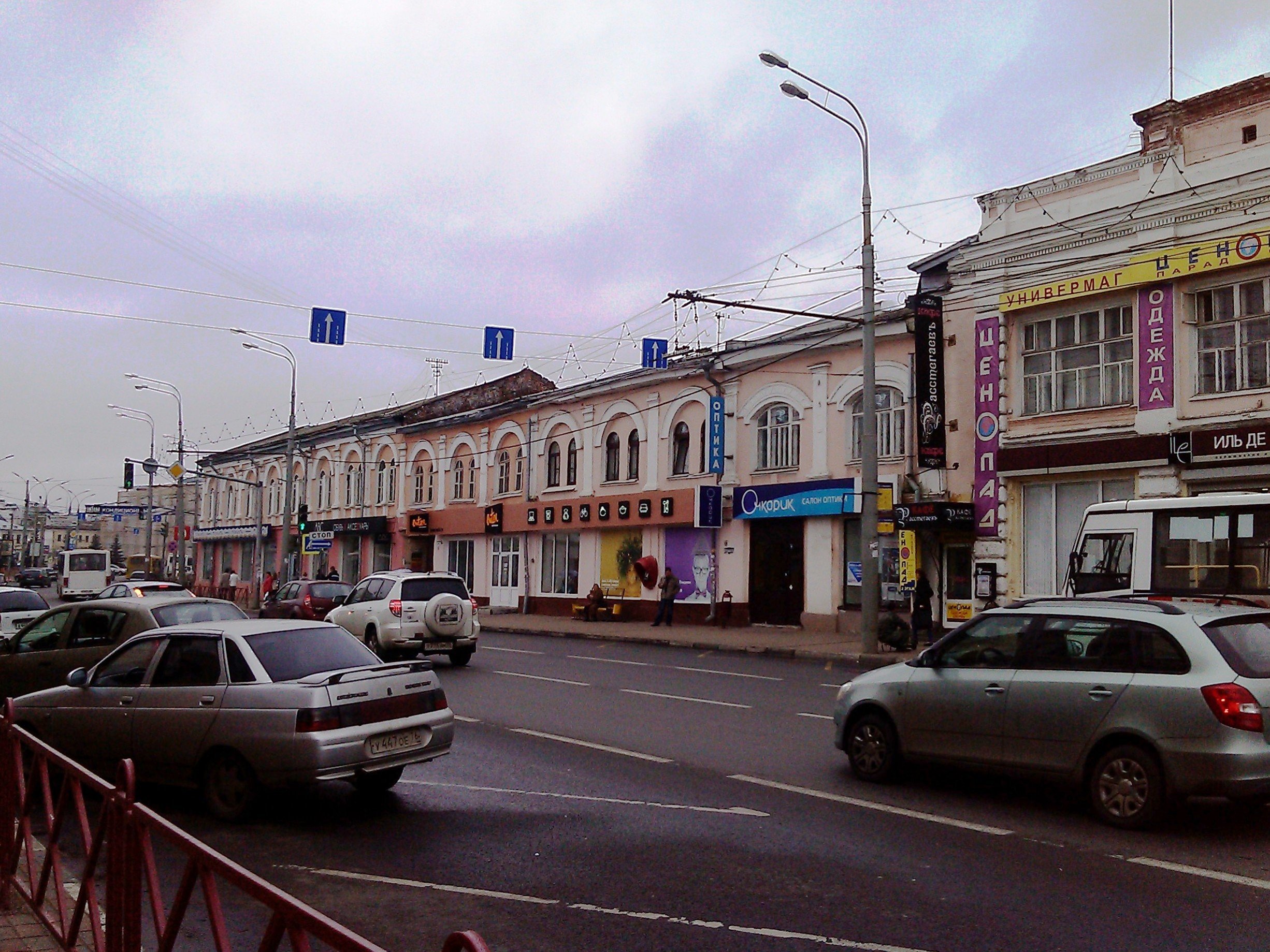
Бывшие лавки казенные Уздяного ряда (№ 33)
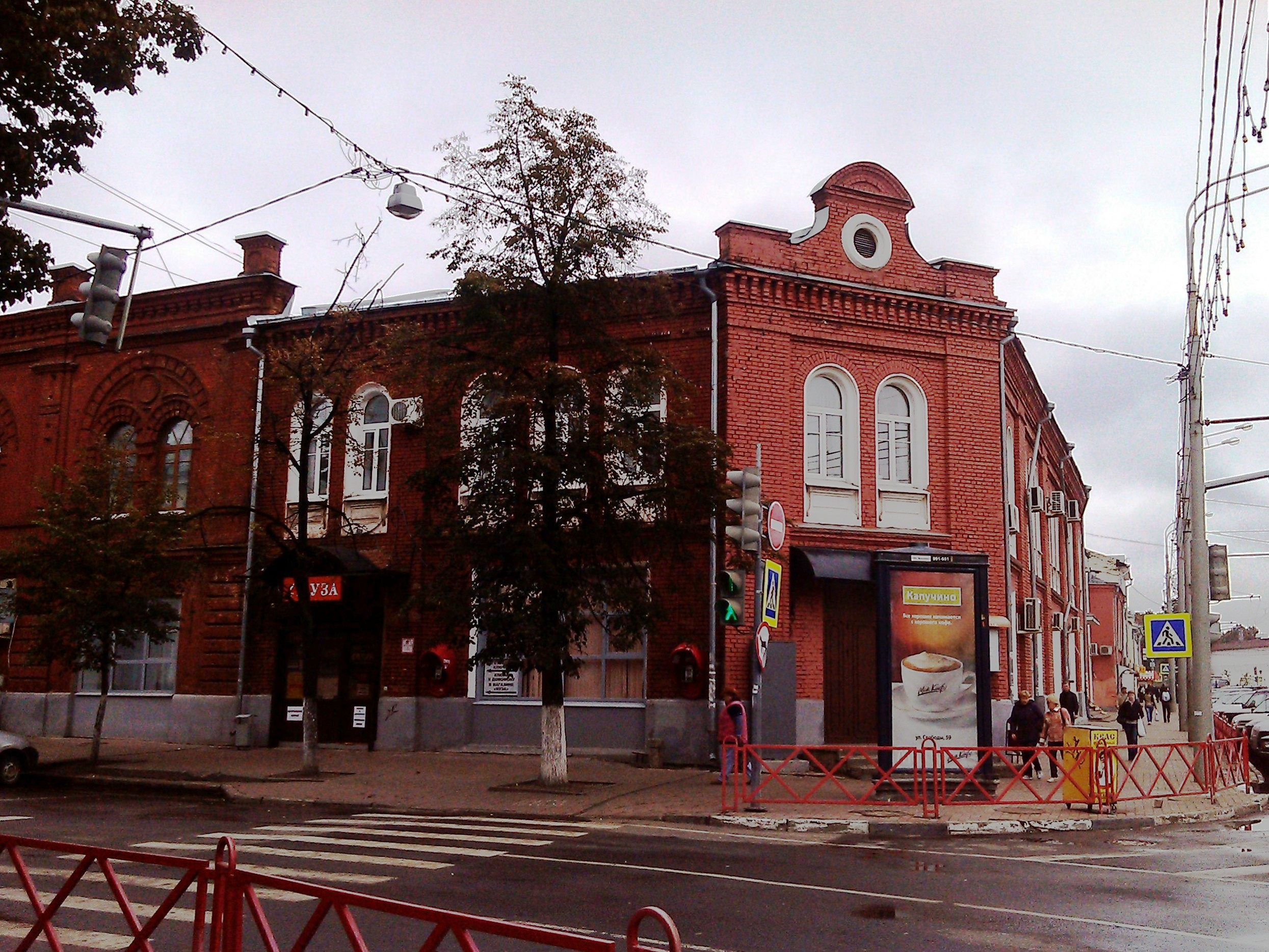
Бывший дом Мишинникова (№ 43)
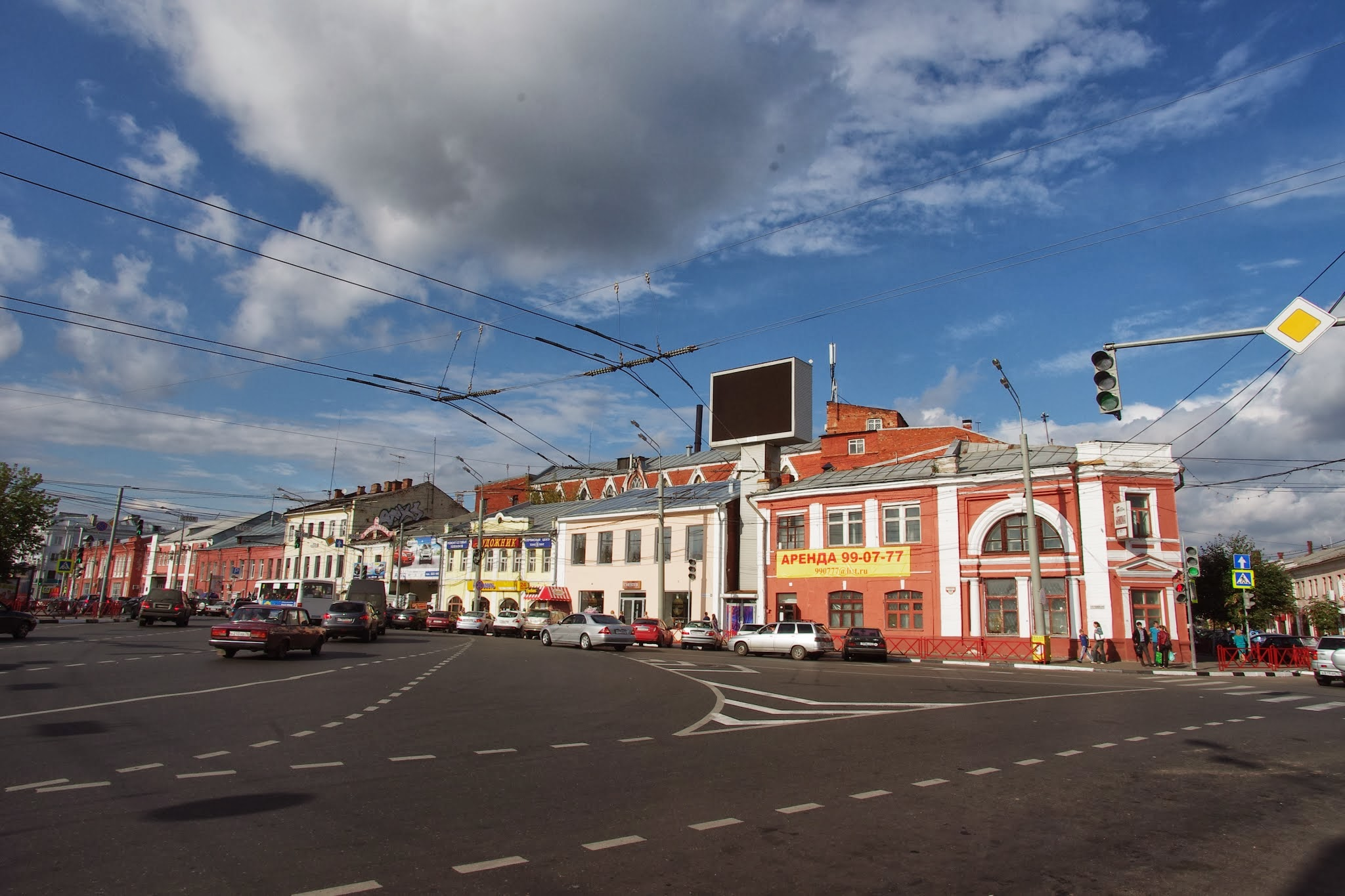
Бывшие торговые дома (№ 47-53)
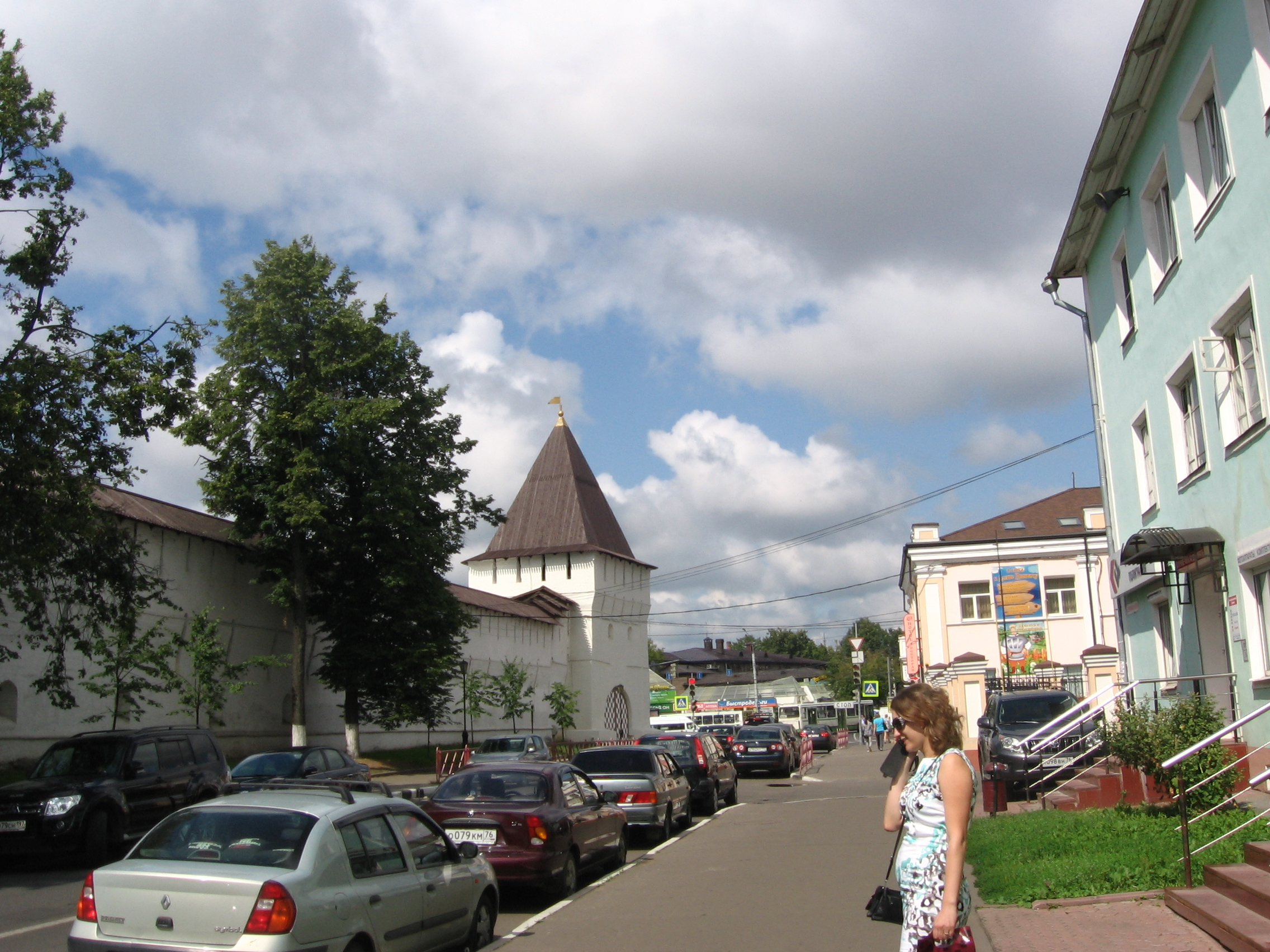
Угличская башня

## Транспорт
Первомайская улица — одна из транспортных магистралей города, на которой находятся 3 остановочных пункта:
- Остановка «Первомайская улица» (А: 2, 8, 14, 19к, 33, 42. М/т: 36, 37, 45, 46, 47, 61, 71, 73, 76, 80, 81, 82, 84, 87, 91, 94, 96, 97, 98. Тб: 9)
- Остановка «Площадь Волкова» (А: 14, 44. М/т: 36, 37, 44 м, 46, 47, 61, 71, 98)
- Остановка «Красная площадь» (А: 2, 33, 42, 44. М/т: 36, 37, 46, 47, 51, 61, 71, 73, 80, 84, 87, 91, 94, 96, 97, 98, 99. Тб: 1, 4, 8, 9)